# Talugtug
Talugtug ist eine philippinische Stadtgemeinde in der Provinz Nueva Ecija. Sie hat 23.817 Einwohner (Zensus 1. August 2015).

## Baranggays
Talugtug ist administrativ unterteilt in 28 Baranggays:
| - Alula - Baybayabas - Buted - Cabiangan - Calisitan - Cinense - Culiat - Maasin - Magsaysay (Pob.) - Mayamot I - Mayamot II - Nangabulan - Osmeña (Pob.) - Pangit | - Patola - Quezon (Pob.) - Quirino (Pob.) - Roxas (Pob.) - Saguing - Sampaloc - Santa Catalina - Santo Domingo - Saringaya - Saverona - Tandoc - Tibag - Villa Rosario - Villa Boado |